# WHIH Newsfront
Daredevil Jessica Jones
WHIH Newsfront est une web-série de fausses informations numériques d'actualité américaine servant  à plusieurs campagnes de marketing viral pour Marvel Studios. Basée sur le réseau de télévision fictif WHIH World News qui apparaît dans l'Univers cinématographique Marvel (MCU), les vidéos YouTube ont commencé comme campagne promotionnel pour le film Ant-Man, et traitent des événements majeurs dépeints dans les films et les séries télévisées du MCU.
Les vidéos ont été créées par Marvel Studios en partenariat avec Google. L'émission de news met en vedette Leslie Bibb dans le rôle de Christine Everhart, reprenant son rôle des films MCU, avec Al Madrigal (en) jouant le rôle de Will Adams, correspondant politique. Plusieurs autres acteurs reprennent leurs rôles des films, tandis que des images d'archives d'autres films sont également utilisées. Les premières vidéos ont été publiées en juillet 2015, se concentrant sur les suites immédiates de Avengers : L'Ère d'Ultron, tout en menant aux événements de Ant-Man. D'autres ont été publiées à partir d'avril 2016, en tant que WHIH Newsfront Special Report, se concentrant sur les Avengers et les problèmes politiques les entourant, dans le cadre d'une campagne de marketing viral similaire pour le film Captain America: Civil War. Les vidéos sont accompagnées de matériel de marketing supplémentaire, tel que des articles web et des publications sur les réseaux sociaux dans l'univers. La série a été bien accueillie, considérée comme meilleure que les campagnes de marketing viral moyennes, et comme une expansion amusante et perspicace du MCU pour les fans de la franchise.

## Synopsis
WHIH Newsfront présente les actualités mondiales, couvrant les événements liés aux Avengers et aux super-héros, notamment les conséquences de leurs actions sur le monde.

## Épisodes

### Campagne Ant-Man (2015)
- Épisode 1 : Promo WHIH Newsfront (2 juillet 2015)
- Épisode 2 : WHIH Newsfront Top Stories (7 juillet 2015)
- Épisode 3 : WHIH EXCLUSIVE: 2012 VistaCorp break-in security footage involving cyber-criminal Scott Lang (11 juillet 2015)
- Épisode 4 : WIRED Insider Interviews Darren Cross, CEO of Pym Technologies (13 juillet 2015)
- Épisode 5 : WHIH EXCLUSIVE: Scott Lang Interview (16 juillet 2015)

### Campagne Captain America: Civil War (2016)
- Épisode 6 : AVENGERS IMPACT: A WHIH Newsfront Special Report (22 avril 2016)
- Épisode 7 : WHIH Newsfront: The Cost of Saving the World (26 avril 2016)
- Épisode 8 : WHIH Newsfront: The Avengers and The White House (28 avril 2016)
- Épisode 9 : WHIH Newsfront Exclusive: President Ellis Discusses the Avengers (3 mai 2016)
- Épisode 10 : WHIH Breaking News: Attack in Lagos (3 mai 2016)

## Diffusion
Les vidéos ont été mises à disposition sur la chaîne YouTube de WHIH World News, certaines d'entre elles étant diffusées en avant-première sur des publications telles que Mashable, BuzzFeed et WIRED Insider. Les vidéos de la campagne Ant-Man apparaissent également en tant que bonus sur la version Blu-ray du film.

### Matériel supplémentaire
D'autres contenus ont été publiés pour les campagnes de marketing viral, notamment des publications régulières sur les réseaux sociaux tels que Twitter et Google+,, ainsi qu'un article de fond sur Mashable, attribué à Everhart, qui sert de complément aux vidéos. Une plus grande attention a été accordée aux réseaux sociaux pour le retour en 2016, avec des tweets publiés pour célébrer le Jour de la Terre, faisant référence à Stark Industries et Pepper Potts, et pour marquer la fin du nettoyage de Washington, D.C. après les événements de Captain America : Le Soldat de l'hiver, avec des citations de politiciens du MCU tels que le président Ellis>,.

## Distribution et personnages
- Leslie Bibb : Christine Everhart, présentatrice de WHIH Newsfront. Elle reprend son rôle des films Iron Man[7],[8].
- Al Madrigal (en) : Will Adams, correspondant politique de WHIH Newsfront[3].
- William Sadler : Matthew Ellis, président des États-Unis. Il reprend également son rôle des films[9].
- Paul Rudd : Scott Lang, apparaissant avant son rôle dans Ant-Man[10].
- Corey Stoll : Darren Cross, apparaissant avant son rôle dans Ant-Man[10].
- James Rondell : lui-même, présentateur de WIRED Insider[10].
- Un journaliste de WHIH basé sur le personnage de Jackson Norris apparaît brièvement[11],[12] ; il s'agit d'un personnage distinct de Jackson Norriss, qui apparaît dans le court-métrage Longue Vie au roi, interprété par Scoot McNairy[13].

## Production
En juin 2015, Leslie Bibb a révélé qu'elle était impliquée dans un nouveau projet pour Marvel Studios, reprenant son rôle de Christine Everhart des films Iron Man et Iron Man 2. La semaine suivante, le projet a été révélé comme faisant partie d'une campagne de marketing viral pour le film Marvel Ant-Man, avec la présentation d'un faux programme d'actualité, WHIH Newsfront with Christine Everhart, une extension du réseau de télévision fictif WHIH World News qui est représenté en train de rapporter sur les événements majeurs dans de nombreux films et séries télévisées du MCU.
Leslie Bibb est revenue dans le rôle d'Everhart, et a été rejointe par Al Madrigal dans le rôle de Will Adams, correspondant politique de WHIH, pour un WHIH Newsfront Special Report dans le cadre d'une campagne similaire en avril 2016, en prélude au film Captain America: Civil War. Le rapport se concentre sur les côtés opposés du conflit central de Civil War, avec Everhart soutenant la surveillance gouvernementale et la responsabilité des super-héros, et Adams prêt à laisser les Avengers faire ce qui est nécessaire pour sauver le monde. L'opinion du public du MCU est également représentée comme divisée entre les deux côtés,.
Marvel a collaboré avec Google pour produire les vidéos, qui traitent des suites de Avengers : L'Ère d'Ultron, et de la préparation de Ant-Man et Captain America: Civil War, tout en comportant de nombreux easter eggs pour le MCU, y compris un bandeau d'information en continu qui mentionne des personnages et des événements du MCU tels que Jane Foster, la mort de Wolfgang von Strucker, et le Dr Stephen Strange. En plus des images d'archives des films, les vidéos utilisent également du matériel original et des "images montrant à quoi ressemblent ces combats et leurs conséquences du point de vue des civils".

## Accueil
Oliver Lyttelton de IndieWire a qualifié la campagne de "l'une des campagnes de marketing les plus astucieuses que Marvel ait jamais conçues", en disant que "ce n'est pas particulièrement drôle, mais les fans vont certainement l'apprécier". Adam Holmes de CinemaBlend a noté comment les vidéos ont pu donner un aperçu du reste du MCU et de la perception de la population sur les événements des films. Matthew Mueller de (lien non disponible) a déclaré : "En matière de marketing viral, c'est définitivement l'une des campagnes les plus bien produites", et a noté : "Dans notre cycle d'actualités de 24 heures, la plus petite occurrence anormale peut générer des heures de couverture... il est donc logique que de multiples catastrophes liées aux super-héros méritent également ce type de couverture"
Alanna Smith, écrivant pour Geek Chic Elite, a déclaré : "Quand j'ai découvert cette chaîne, je n'ai pu m'empêcher de rire de surprise et d'admiration envers l'équipe de Marvel. Je veux dire, des émissions en ligne réelles d'une chaîne d'information qui s'avère être là depuis le début, et qui est animée par le même personnage secondaire (que nous pensions probablement ne pas revoir) du premier film du MCU réalisé il y a 7 ans ? Quand Marvel dit 'Tout est connecté', ils ne plaisantent pas ; ils veulent vraiment dire tout".
Sean K. Cureton de Screen Rant a trouvé que les vidéos étaient "en accord avec la volonté de Marvel Studios de se moquer de certaines des plaintes les plus vocales souvent formulées contre la nature centrée sur l'action du MCU, et du genre de film de super-héros par défaut. En même temps, en incorporant le dialogue du monde réel concernant les niveaux ridicules de dommages structurels infligés à divers environnements métropolitains, [la franchise] se distingue par une flirtation coquette avec la discussion".